# Konzulat Republike Slovenije v Bakuju
Konzulat Republike Slovenije v Bakuju je diplomatsko-konzularno predstavništvo (konzulat) Republike Slovenije s sedežem v Bakuju (Azerdajdžan); spada pod okrilje Veleposlaništvu Republike Slovenije v Turčiji.
Trenutni častni konzul je Borut Megušar.